# Tempio di Diana (Villa Borghese)
Il tempio di Diana è un piccolo tempio monoptero di forma circolare in stile neoclassico situato in Viale della Casina di Raffaello, all'interno del parco di Villa Borghese (Roma). Venne costruito da Antonio Asprucci nel 1789 per volere di Marcantonio IV Borghese (1730-1800).
Il tempio deve il suo nome alla statua in marmo lunense a grandezza naturale di Diana, la cosiddetta Diana di Gabi, custodita in origine sul basamento di marmo caristio ancora oggi presente nel tempio, copia adrianea dell'originale greca che rappresentava la Dea della Caccia vestita in talare e peplo in procinto di estrarre una freccia dalla propria faretra, restaurata dalla bottega di Vincenzo Pacetti ed oggi conservata al Museo del Louvre. Nel 1807, infatti, a causa di difficoltà finanziarie, il principe Camillo II Borghese fu costretto da Napoleone a vendere alla Francia 344 opere provenienti dalla collezione Borghese, tra cui la Diana di Gabi.

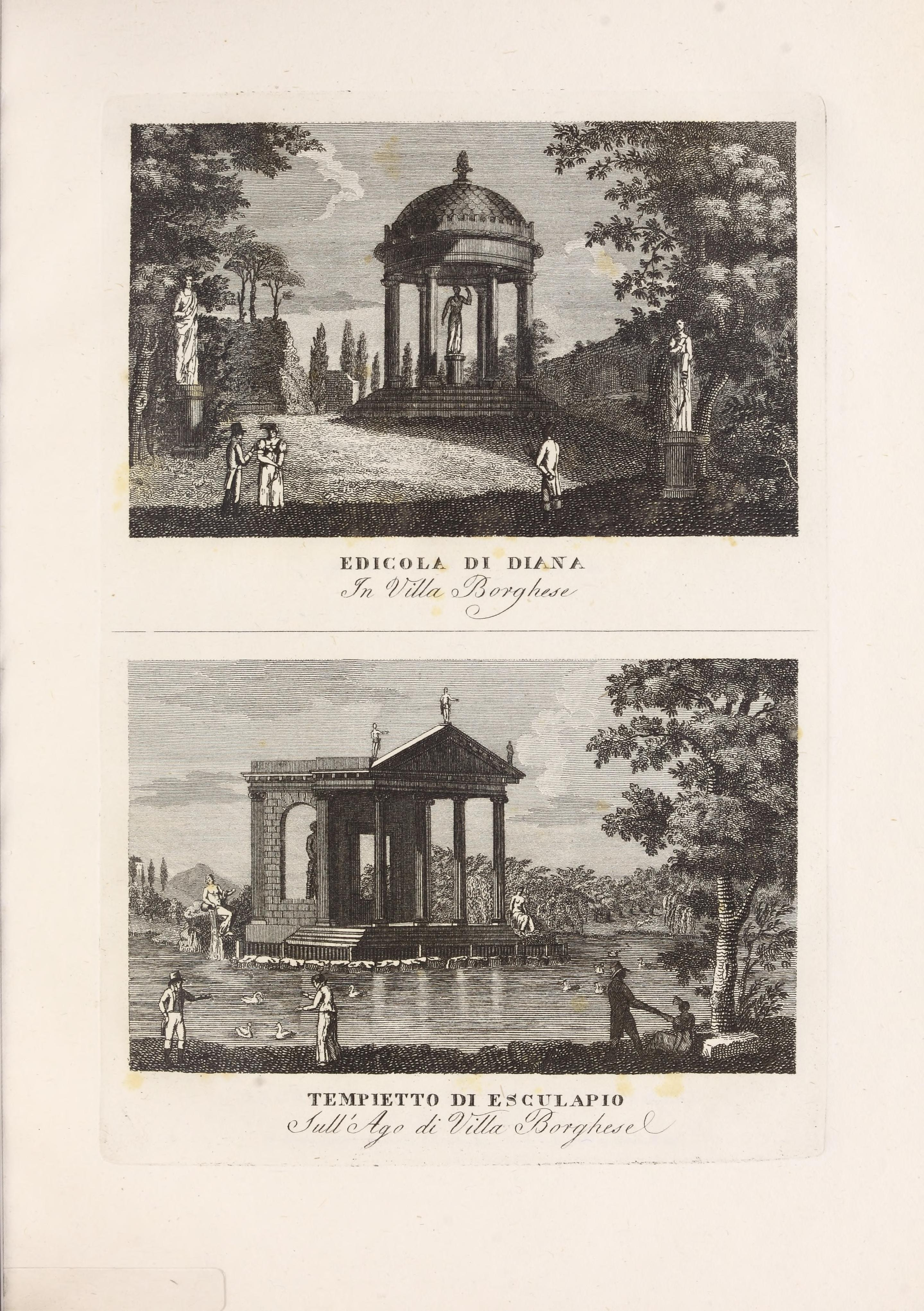
In questo antico disegno si può notare la presenza della statua di Diana posta al centro del tempio.

## Architettura
L'architrave del tempio, sostenuta da otto colonne disposte in circolo, è quasi del tutto libera, fatta eccezione di una parte in cui è presente un'iscrizione in latino:
(iscrizione dell'architrave del Tempio di Diana di Villa Borghese)

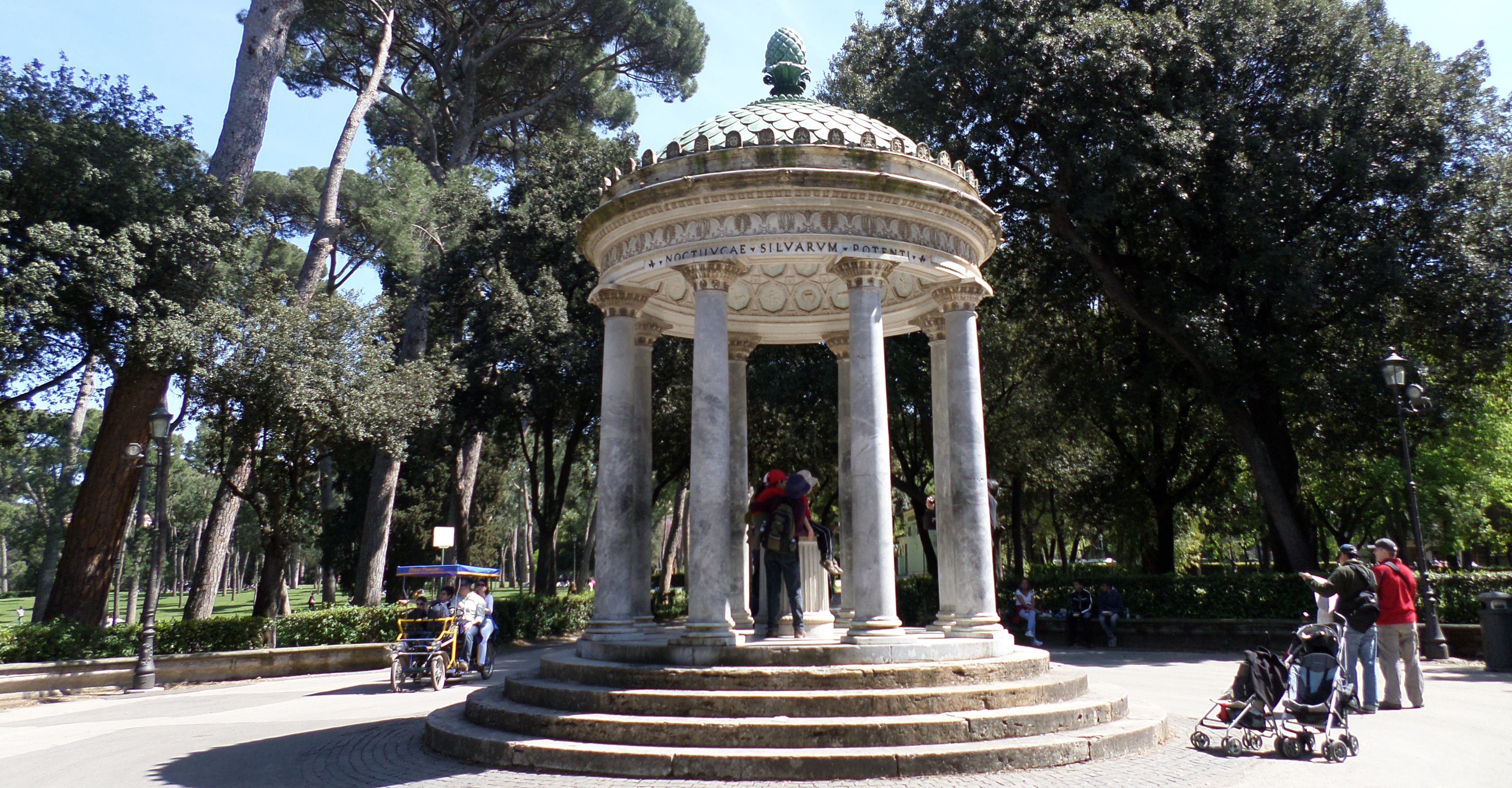
Il tempio nel 2014, si nota bene l'iscrizione in latino.

L'architrave sostiene un fregio fortemente decorato su cui si poggia la cupola del tempio, decorata esternamente da un giro di plinti e dalla scultura di una pigna posta nel suo apice. All'interno presenta cassettoni ottagonali decorati.
Fu restaurato nel 1941 da Lorenzo Cozza (scultore).